# Rete tranviaria di Irkutsk
La rete tranviaria di Irkutsk è la rete tranviaria che serve la città russa di Irkutsk.